# Philipp Bouhler
Philipp Bouhler, né le 11 septembre 1899 à Munich et mort par suicide le 19 mai 1945 à Dachau, est un homme politique et haut fonctionnaire allemand, Reichsleiter du NSDAP, chef de la chancellerie du Führer et SS-Obergruppenführer. Il a également été chargé par Hitler de mettre en œuvre le programme Aktion T4 d'extermination des handicapés mentaux ou physiques. Il est arrêté après la fin de la Seconde Guerre mondiale et se suicide.

## Biographie

### Origines, éducation et carrière militaire
Né d'un père colonel et chef de l'office de la guerre bavarois, Philipp Bouhler entre au Maximiliansgymnasium de Munich en 1909. Lorsqu'il en sort en 1912, il rejoint le corps des cadets de Bavière jusqu'en 1916. Il s'engage comme volontaire le 6 juillet 1916 dans le 1er régiment d'artillerie à pied comme Fahnenjunker (aspirant). Peu après son élévation au grade de lieutenant en juillet 1917, il est gravement blessé à Arras le 8 août 1917. Ses blessures lui laissent un handicap moteur et il doit se faire soigner jusqu'en 1920.
En 1919, il passe le Notabitur (de) et devient membre du Deutschvölkischer Schutz- und Trutzbund, une association nationaliste et antisémite. De 1919 à 1920, il étudie la philosophie et la linguistique allemande à l'université de Munich mais il interrompt ses études après quatre semestres. Il travaille par intermittence jusqu'en octobre 1921 dans la maison d'édition de J.F. Lehmanns et dans une autre qui édite le magazine du Touring Club allemand.

### Adhésion au NSDAP
En novembre 1921, Bouhler travaille pour Max Amann comme rédacteur des annonces dans le Völkischer Beobachter alors publié aux éditions Franz-Eher. En juillet 1922, Bouhler devient membre du NSDAP et second chef du parti. Lors du putsch du 9 novembre 1923, Bouhler joue un rôle secondaire ; une enquête pour haute trahison est diligentée en 1924. Lorsque le NSDAP est dissous, Bouhler est à la tête de la Großdeutsche Volksgemeinschaft (de) et parallèlement rédacteur du journal Der Nationalsozialist. Lorsque le NSDAP est fondé à nouveau, il revient au sein du parti le 27 février 1925 dont il est le membre n°12. Du 27 mars 1925 au 17 novembre 1934, Bouhler est Reichsgeschäftsführer du NSDAP à Munich où il a pour mission la coordination centrale du parti. Bien qu'il fasse partie du cercle restreint d'Adolf Hitler, il ne parvient pas à maintenir sa position de force : c'est à ses dépens que Rudolf Hess, en tant que secrétaire privé de Hitler, et Gregor Strasser, en tant que Reichsorganisationsleiter depuis 1926, ont pu assurer leurs positions dans l'appareil du parti. Entre 1926 et 1930, Bouhler travaille également pour le Illustrierter Beobachter.

### Après la prise de pouvoir
Après la prise de pouvoir, Philipp Bouhler est élu député au Reichstag le 5 mars 1933, un poste qu'il va occuper jusqu'à la fin de la Seconde Guerre mondiale. Le 20 avril 1933, il intègre la SS (membre no 54 932) comme Gruppenführer. Il est promu SS-Obergruppenführer le 30 janvier 1936 et Reichsleiter du NSDAP le 2 juin 1933. Bouhler fait également partie d'autres organisations, secondaires cette fois. À partir de 1933, il est représentant de la brigade sportive motorisée de la SS au sein de la Oberste Nationale Sportbehörde für die Deutsche Kraftfahrt, membre de la chambre de la Culture du Reich à partir du 15 novembre 1933 et de la chambre de la Presse du Reich à partir du 19 septembre 1934.
On suppose qu'il épouse en juillet 1934 une femme attirante, charmante et ambitieuse qui ravive l'intérêt que Hitler porte à Bouhler. Le 29 août 1934, Bouhler est nommé président de la police de Munich mais n'entre jamais en fonction car, en septembre 1934, il est appelé à Berlin pour y être le chef de la nouvelle chancellerie du Führer. Il occupe le poste à partir du 17 novembre 1934. C'est dans ce bureau — une chancellerie privée qui a pour but de renforcer le rôle de Führer de Hitler — que sont étudiées les demandes de grâce et les plaintes adressées à Hitler, mais également une partie de ses affaires privées.
L'intérêt de Bouhler pour la littérature et l'édition le conduit à devenir « chargé des affaires culturelles » à la Parteikanzlei en janvier 1934. À partir d'avril 1934, Bouhler devient également président de la Parteiamtliche Prüfungskommission zum Schutze des nationalsozialistischen Schrifttums, une commission chargée de la défense des écrits nationaux-socialistes. Cette commission contrôle les nouvelles publications ayant pour thème l'essence et les buts du mouvement national-socialiste ou ses dirigeants. Bouhler ne parvient cependant pas à obtenir un grand pouvoir de censure qu'exerce avant tout le ministère du Reich à l'Éducation du peuple et à la Propagande. Le 4 avril 1936, il est nommé Reichskultursenator et devient, à partir du 3 décembre 1937, chargé par le Führer de travailler à l'histoire du mouvement national-socialiste.
Bouhler écrit de son côté plusieurs livres dont une partie est publiée à très fort tirage et également traduite dans plusieurs langues. En 1932 paraît Adolf Hitler: Das Werden einer Volksbewegung, et en 1938 Kampf um Deutschland. Ein Lesebuch für die deutsche Jugend. Son livre publié en 1941 Napoleon: Kometenbahn eines Genies passe pour être le livre préféré de Hitler et connaît de nombreuses rééditions jusqu'en 1944. Cet ouvrage, traduit par Jean Carrère, est publié en 1942 aux éditions Bernard Grasset.

### Bouhler et l'euthanasie
À partir de juillet 1939, la chancellerie du Führer dirigée par Bouhler joue un rôle central dans l'élaboration et la préparation du programme Aktion T4 qui a pour objet de planifier le meurtre de masse des malades mentaux et des handicapés. C'est à la chancellerie du Führer que sont examinées les demandes d'interdiction de mariage conformément aux lois de Nuremberg et les stérilisations forcées ordonnées par la Gesetz zur Verhütung erbkranken Nachwuchses, d'autant plus que Hans Hefelmann a été chargé par la chancellerie du Führer de l'organisation de l'euthanasie des enfants. Une note de Hitler datée du 1er septembre 1939, mais probablement écrite en octobre 1939, nomme Philipp Bouhler et le médecin de Hitler Karl Brandt « responsables de l'euthanasie ».
Bouhler participe à des séances de préparation de l'Aktion T4. En janvier 1940, il est présent dans la vieille prison de Brandebourg lorsque l'on assassine des personnes dans une chambre à gaz ou par injection, ceci alors que sont également présents des représentants du bureau de la Santé et des hauts fonctionnaires de l'Aktion T4. En dépit du fait que l'Aktion T4 a été tenue secrète, le public a finalement connaissance des meurtres perpétrés et des actions en justice sont intentées. Lothar Kreyssig, à l'époque juge de tutelle dans la ville de Brandenbourg, porte plainte contre Bouhler à l’été 1940 pour meurtre, plainte qui va rester sans suite. Bouhler rencontre à plusieurs reprises le ministre de la justice Franz Gürtner et lui transmet le 27 août 1940 une note de la main de Hitler en date du 5 septembre 1940 dans laquelle Bouhler est désigné comme étant le responsable de l'application du projet.
Le ministre de la Propagande du Reich Joseph Goebbels note le 31 janvier 1941 dans son journal : « Ai parlé avec Bouhler de la question de la liquidation silencieuse des malades mentaux. 40 000 sont morts, 60 000 doivent l’être encore. C'est un travail difficile mais également nécessaire. Et il doit être fait maintenant ». Cependant, Bouhler intervient peu dans l'organisation concrète de l'Aktion T4 car ce rôle serait plutôt dévolu à Viktor Brack, le représentant de Bouhler au sein de la chancellerie du Führer, ce même si Bouhler signe le 30 janvier 1941 et le 10 mars 1941 des directives que les médecins de l'Aktion T4 ont suivies pour décider de la sélection des patients à tuer dans les soi-disant « expertises ».
Sur l'ordre de Hitler, l'Aktion T4 est suspendue le 24 août 1941. En réalité, les meurtres dans les instituts de soin continuent à être perpétrés par la sous-alimentation systématique et la surdose de médicaments dans le cadre de l’Aktion Brandt (de). Probablement plus de cent membres du personnel de l'Aktion T4 sont envoyés jusqu'à l'été 1942 en Pologne dans les camps d'extermination de l'opération Reinhard. Ce groupe de personnes se trouve militairement sous les ordres de Odilo Globocnik, mais est administrativement rattaché à la chancellerie du Führer. D'après les déclarations de Viktor Brack lors du procès des Médecins à Nuremberg, Bouhler et lui rendent visite à Odilo Globocnik en septembre 1941, puis le font à nouveau en avril 1942.

### Perte de pouvoir et mort
C'est aux alentours de 1942 que Philipp Bouhler perd de son influence. La Parteikanzlei sous la direction de Martin Bormann est désormais compétente dans des domaines où la chancellerie du Führer l'était auparavant. La commission de contrôle des écrits nationaux-socialistes qu'il présidait est intégrée en janvier 1943 dans la charge qu'exerce Alfred Rosenberg au sein du parti. Bouhler n'est donc plus directement soumis à Hitler.
Depuis juin 1940, Bouhler s'était efforcé d'obtenir de Hitler une mission dans la politique coloniale. À partir de juin 1942, il dirige l'équipe d'intervention d'Afrique de l'Est dans l'Organisation Sisal. Bouhler ambitionnait sans doute la charge de gouverneur d'Afrique de l'Est et par la suite celle d'un ministre des colonies du Reich qui était encore à créer. Il entre cependant en conflit avec l'organisation du parti qui s'occupe de l'étranger et que dirige Ernst Wilhelm Bohle, laquelle organisation se gardait le privilège du leadership dans les colonies. Du fait du déroulement de la Seconde Guerre mondiale, les plans coloniaux sont restés dans le domaine de la fiction.
Sur ordre de Werner Best, Bouhler et Brack se rendent en janvier 1945 au Danemark pour recruter dans les troupes d'occupation allemande des soldats capables de rejoindre le front. Dans les derniers jours de la guerre, Bouhler rejoint l'entourage de Hermann Göring qu'il suit après son départ de Berlin en avril 1945. Le 23 avril 1945, il est arrêté sur ordre de Hitler à Berchtesgaden par la SS et déchu de toutes ses fonctions, puis relâché après le suicide du Führer. Les troupes américaines l'arrêtent le 9 mai 1945 avec tout l'entourage de Göring dans le château Fischhorn. Bouhler est incarcéré le 19 mai. Lors de son transfert vers le camp d'internement qui a été construit sur le terrain du camp de Dachau, Bouhler se suicide en ingérant une capsule de cyanure.

## Décorations
- Croix de fer (1914) 2e classe
- Insigne des blessés (1918) en Noir
- Ordre du mérite militaire de Bavière de 4e classe
- Ehrenwinkel der Alten Kämpfer
- Croix d'honneur
- Blutorden
- Goldenes Parteiabzeichen der NSDAP
- Médaille de service du NSDAP de bronze, d'argent et d'or
- Croix du Mérite de guerre de 1re et de 2e classe
- Ehrendegen des Reichsführer-SS
- SS-Ehrenring  Bague à tête de mort des SS.